# Armadillidium klaptoczi
Armadillidium klaptoczi är en kräftdjursart som beskrevs av Arcangeli 1924. Armadillidium klaptoczi ingår i släktet Armadillidium och familjen klotgråsuggor. Inga underarter finns listade i Catalogue of Life.